# Robert R. Bertrand
Robert R. Bertrand (* 12. Februar 1906 in San José, Kalifornien; † 4. Mai 2002 in Wildomar, Kalifornien) war ein US-amerikanischer Tontechniker.

## Leben
Bertrand begann seine Karriere 1960 als Mikrofontechniker bei Alfred Hitchcocks Thrillerklassiker Psycho. In der Folge war er zumeist für das Fernsehen tätig. Unter anderem wirkte er an der Serien Erwachsen müßte man sein, Alfred Hitchcock präsentiert, Am Fuß der blauen Berge und Die Leute von der Shiloh Ranch mit.
1974 war Bertrand für Der Clou gemeinsam mit Ronald Pierce für den Oscar in der Kategorie Bester Ton nominiert, der Preis ging in diesem Jahr jedoch an Der Exorzist. Der Clou war zugleich Bertrands letzter Film, er zog sich danach aus dem Filmgeschäft zurück. 2002 starb er im Alter von 96 Jahren in Wildomar.

## Filmografie (Auswahl)
- 1960: Psycho
- 1967: Die Gewaltigen (The War Wagon)
- 1967: Satanische Spiele (Games)
- 1969: Gefährlicher Auftrag (Backtrack!)
- 1969: Sam Whiskey
- 1969: Topas (Topaz)
- 1970: Ich liebe meine Frau (I Love My Wife)
- 1973: Der Clou (The Sting)

## Auszeichnungen
- 1974: Oscar-Nominierung in der Kategorie Bester Ton für Der Clou